# SV Straelen
Sportverein 1919 Straelen e.V. é uma agremiação esportiva alemã, fundada em 1919, sediada em Straelen, na Renânia do Norte-Vestfália.
Atualmente possui cerca de 2.400 membros e departamentos de atletismo, badminton, basquetebol, ginástica, handebol, karatê, natação e vôleibol.

## História
O Sportverein Straelen primeiro ganhou a promoção para a quarta camada, a Oberliga Nordrhein, em 1996. A equipe terminou dentro da zona de rebaixamento na temporada seguinte, mas evitou ser rebaixado quando a segunda equipe do KFC Uerdingen 05, que terminou à frente do SV, caiu por conta da perda de seu patrocinador. O Straelen experimentou um período de alívio em três anos na Oberliga até que terminou em 17º lugar em 2001. Durante esse período, a equipe participou da fase de abertura da DFB-Pokal, a Copa da Alemanha, após uma vitória na copa regional em 1999.
O SV retornou à Oberliga Nordrhein (IV), em 2006, após vencer o título da Verbandsliga Niederrhein (V). Na temporada 2007-2008, o clube perdeu claramente os critérios de qualificação para a nova Oberliga Nordrhein-Westfalen, ao ficar em último no campeonato. Estranhamente enquanto a primeira equipe foi rebaixada para a Verbandsliga, a equipe reserva teve arquivada sua promoção para a Landesliga ao mesmo tempo. Por esta razão, ambos os times participaram da Niederrheinliga (V) na temporada de 2008-2009, algo inédito até então.

## Títulos
- Verbandsliga Niederrhein (V) Campeão: 2006;
- Campeão da Verbandsliga Niederrhein e promovido à Oberliga Nordrhein: 1995-1996;
- Classificação à primeira fase da DFB-Pokal: 1998-1999;

## Cronologia recente
| Temporada | Liga                     | Lugar | promovido/rebaixado |
| --------- | ------------------------ | ----- | ------------------- |
| 1998/99   | Oberliga Nordrhein       | 6º    |                     |
| 1999/00   | Oberliga Nordrhein       | 6º    |                     |
| 2000/01   | Oberliga Nordrhein       | 17º   | ↓                   |
| 2001/02   | Verbandsliga Niederrhein | 2º    |                     |
| 2002/03   | Verbandsliga Niederrhein | 3º    |                     |
| 2003/04   | Verbandsliga Niederrhein | 5º    |                     |
| 2004/05   | Verbandsliga Niederrhein | 4º    |                     |
| 2005/06   | Verbandsliga Niederrhein | 1º    | ↑                   |
| 2006/07   | Oberliga Nordrhein       | 14º   |                     |
| 2007/08   | Oberliga Nordrhein       | 18º   | ↓                   |
| 2008/09   | Niederrheinliga          | 5º    |                     |
| 2009/10   | Niederrheinliga          | 12º   |                     |
| 2010/11   | Niederrheinliga          | 7º    |                     |
| 2011/12   | Niederrheinliga          | 18º   | ↓                   |
| 2012/13   | Landesliga Niederrhein   | º     |                     |